# Festival internazionale della birra di Qingdao
Il Festival internazionale della birra di Qingdao (青島國際啤酒節T, 青岛国际啤酒节S, Qīngdǎo guójì píjiǔjiēP) è il festival che si svolge annualmente a Qingdao nella provincia dello Shandong, in Cina. L'evento è sponsorizzato dal Governo della Repubblica Popolare che dalle autorità locali.

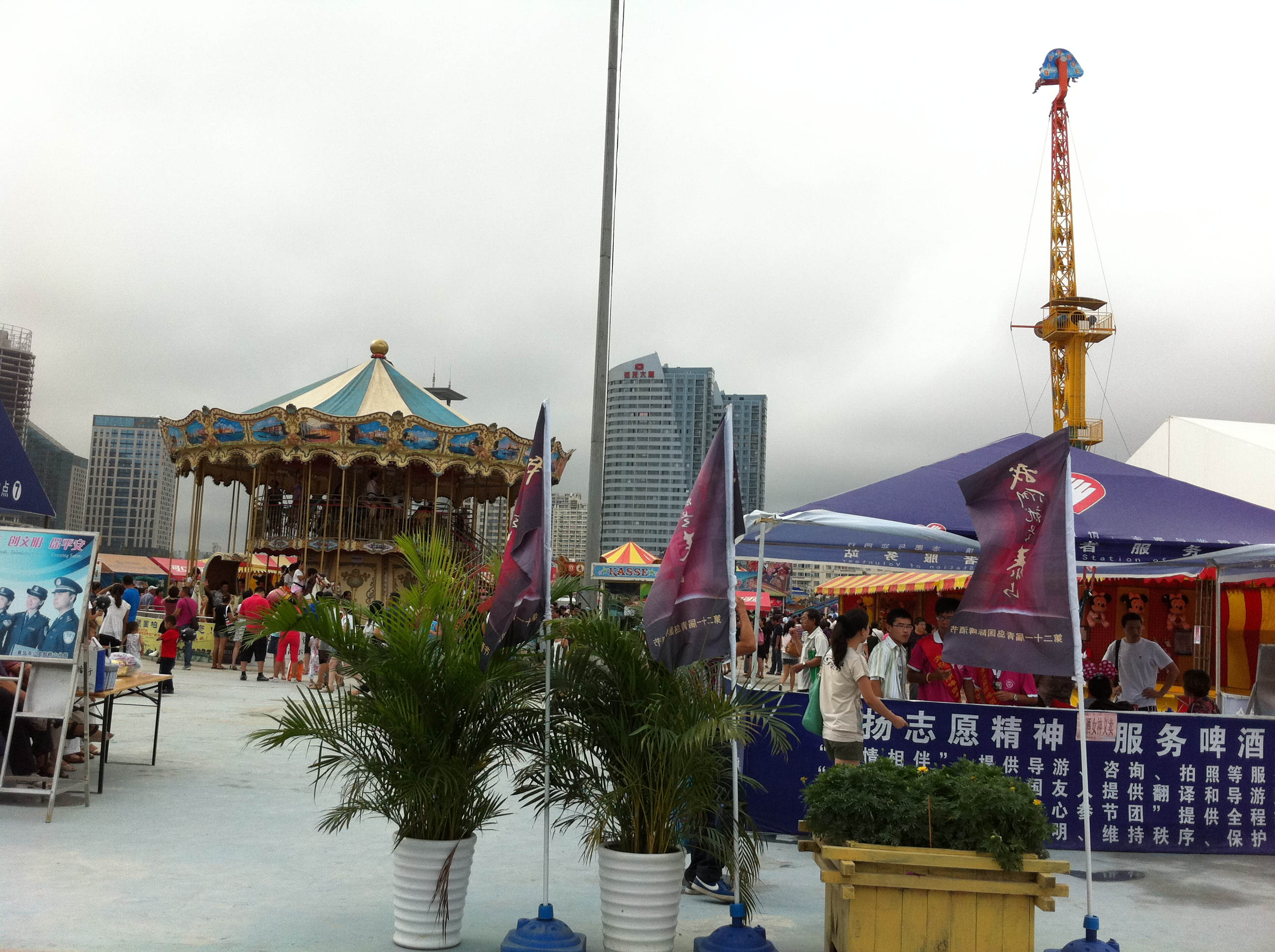
Qingdao International Beer City

## Storia
Il Festival nasce nel 1991, in occasione del 100º anniversario della città. La prima edizione si svolse presso il Zhongshan Park, la seconda in piazza Huiquan, infine, nel 1996 trovò sistemazione presso la Città della Birra. Dal 2012 la manifestazione si è spostata nella Qingdao Century Square (青岛世纪广场).

## Caratteristiche
Il festival integra turismo, cultura, sport ed eventi promozionali. Lo slogan del Festival è “Qingdao – Brindiamo con il mondo!” (青岛和世界干杯!). Le edizioni passate hanno visto esibirsi artisti locali e nazionali, e organizzare giochi anche per i più piccoli. Non mancano gare e giochi, la cui vera protagonista è la birra, sia nazionale sia internazionale.